# Paul Pelisse
Pour les articles homonymes, voir Pelisse (homonymie).
Paul Pelisse, né le 4 février 1874 à Gignac (Hérault) et mort le 13 juillet 1938 à Brienne-le-Château (Aube), est un homme politique français.

## Biographie
Pharmacien, il est aussi licencié en droit. Maire de Paulhan, il est député de l'Hérault de 1906 à 1914, et siège au groupe radical et radical-socialiste. Battu en 1914, il est mobilisé comme pharmacien des armées. De retour à la vie civile, il est élu sénateur de l'Hérault en 1920 et le reste jusqu'à sa mort. Il est secrétaire de la Chambre en 1910 et secrétaire du Sénat de 1921 à 1924 et de 1934 à 1938. Il se spécialise dans les questions postales, et est pendant de longues années le rapporteur du budget des PTT.

## Sources
- « Paul Pelisse », dans le Dictionnaire des parlementaires français (1889-1940), sous la direction de Jean Jolly, PUF, 1960 [détail de l’édition]